# Sudeti (gorovje)
Sudeti (poljsko Sudety; nemško Sudeten; češko Krkonošsko-jesenická subprovincie), splošno znano kot Sudetsko gorovje, je geomorfološka podprovinca v srednji Evropi, ki si jo delijo Nemčija, Poljska in Češka. Sestavljeni so predvsem iz gorskih verig in so najvišji del Češkega masiva. Raztezajo se od saške prestolnice Dresden na severozahodu do regije Spodnja Šlezija na Poljskem in do Moravskih vrat na Češkem na vzhodu. Geografsko so Sudeti sredogorje z nekaterimi značilnostmi, značilnimi za visoke gore. Zaradi svojih planot in subtilnega reliefa na vrhovih Sudetov so bolj podobni goram Severne Evrope kot Alpam.
Na zahodu Sudeti mejijo na peščenjakovo gorovje Elbe. Najbolj zahodna točka Sudetov je v Dresdnu (Dresdner Heide), najbolj zahodnem delu Zahodnolužiškega gričevja in višavja. Na vzhodu Sudetov jih Moravska vrata in kotlina Ostrave ločita od Karpatov. Najvišja gora Sudetov je gora Sněžka/Śnieżka 1603 m, ki je tudi najvišja gora Češke, Šlezije in vojvodstva Spodnja Šlezija, v gorovju Krkonoši, ki leži na meji med Češko in Poljsko. Gora Praděd (1491 m) v gorovju Hrubý Jeseník je najvišja gora Moravske. Najvišja točka Lužice (1072 m) leži na gori Smrk/Smrek v gorovju Jizera, najvišja gora Sudetov v Nemčiji, ki je tudi najvišja gora države vzhodno od reke Labe, pa je gora Lausche/Luž (zgornjelužiško Łysa; 793 m) v gorovju Zittau, najvišjem delu Lužiškega gorovja. Najpomembnejše reke, ki izvirajo v Sudetih, so Laba, Odra, Spree, Morava, Bóbr, Lužiška Nisa, Vzhodna Nisa, Jizera in Kwisa. Najvišji deli Sudetov so zaščiteni z narodnimi parki; Narodni park Krkonoši in Narodni park Stołowe na Poljskem in narodni park Krkonoši na Češkem.
Po Sudetih so poimenovani Sudetski Nemci (nemško govoreči prebivalci Češke) kot tudi Sudeti (mejna regija Češke, Moravske in Češke Šlezije, ki so jih naselili).

## Etimologija
Ime Sudeti izhaja iz Sudeti montes, latinizacije imena Soudeta ore, ki ga je v Geografiji uporabljal grško-rimski pisatelj Ptolemaj (knjiga 2, 10. poglavje) okoli leta 150 za vrsto gora v Germaniji v splošni regiji sodobne Češke.
Ni soglasja o tem, katere gore je mislil, in lahko bi na primer mislil Rudogorje, ki bi mejilo na sodobne Sudete na njihovem zahodu, ali celo (po Schütteju) Češka šuma (čeprav se to običajno šteje za enakovredno Ptolomajevemu gozdu Gabreta). Sodobni Sudeti so verjetno Ptolomajeve gore Askiburgion.
Ptolemaj je v grščini napisal Σούδητα, kar je srednjega množina. Latinski mons pa je moški rod, torej Sudeti. Latinska različica in sodobna geografska identifikacija sta verjetno sholastična inovacija, saj ni izpričana v klasični latinski literaturi. Pomen imena ni znan. V eni hipotetični izpeljavi pomeni Gore divjih prašičev, ki se zanaša na indoevropsko *su-, 'prašič'. Boljša etimologija je morda iz latinščine sudis, množina sudes, 'bodice', ki se lahko uporablja za bodičaste ribe ali bodljikav teren.

## Podnebje
Najvišje gore, ki so ob češko-poljski meji, imajo letno okoli 1500 mm padavin. Na hribovju Stołowe, ki doseže 919 m, je količina padavin od 750 mm na nižjih legah do 920 mm v zgornjih delih, pri čemer je julij najbolj deževen mesec. Snežna odeja tu običajno traja od 70 do 95 dni, odvisno od nadmorske višine.

## Geografske enote
Sudete običajno delijo na:
- Vzhodni Sudeti, na Češkem in Poljskem
- Srednji Sudeti, na Češkem in Poljskem
- Zahodni Sudeti, v Nemčiji, na Češkem in Poljskem
- Predgorje Sudetov

Visoki Sudeti (poljsko Wysokie Sudety, češko Vysoké Sudety, nemško Hochsudeten) je skupno ime za gorovje Krkonoši, Hrubý Jeseník in Śnieżnik.

## Vegetacija
Naselitev, sečnja in poseke so pustili gozdne žepe v vznožju, v zgornjih delih gora pa je gost in nepretrgan gozd. Zaradi sečnje v zadnjih stoletjih je malo ostankov širokolistnih dreves, kot so bukev, beli javor, veliki jesen in lipa, ki so bila nekoč običajna v Sudetih. Namesto tega so v začetku 19. stoletja posadili navadno smreko (Picea abies), ki je ponekod predstavljala monokulturo. Za več prostora za nasad smreke so v 19. in 20. stoletju izsuševali različna šotišča. Nekateri nasadi smreke so utrpeli hudo škodo, saj so bila uporabljena semena iz nižinskih primerkov, ki niso bili prilagojeni gorskim razmeram. Bela jelka raste naravno v Sudetih, in je bila v preteklih obdobjih bolj razširjena, preden so v poznem srednjem veku in posledično industrijsko onesnaževanje zmanjšali sestoje.
Številne arktično-alpske in alpske višje rastline imajo disjunktno porazdelitev, ki pa je v osrednjih Sudetih kljub primernim habitatom opazno odsotna. Mogoče je to posledica toplega obdobja med holocenom (zadnjih 10.000 let), ki je izbrisal hladno prilagojene višje rastline v srednje velikih gorah osrednjih Sudetov, kjer ni bilo višjega terena, ki bi lahko služil kot zatočišče (refugium). Poleg nadmorske višine na razporeditev nekaterih alpskih rastlin vplivajo tudi tla. To je primer Aster alpinus, ki raste prednostno na apnenčastih tleh. Druge alpske rastline, kot so Cardamine amara, Epilobium anagallidifolium, Luzula sudetica in navadna zlata rozga (Solidago virgaurea), se pojavljajo zunaj njihovega višinskega pasu na zelo vlažnih območjih.
Šotišča so pogosta v gorah, in se pojavljajo na visokih planotah ali v dnu dolin. Na pobočjih se pojavljajo nizka barja.

### Gozdna meja
Višje gore Sudetov ležijo nad gozdno mejo, ki jo sestavlja navadna smreka. Smreke na območjih, izpostavljenih vetru, imajo značilnosti, kot so razporeditev vej, nagnjena stebla in podolgovati prečni prerezi stebla. Območja brez gozdov nad gozdno mejo so se v preteklosti povečala zaradi krčenja gozdov, vendar je znižanje te meje zaradi človekove dejavnosti minimalno. Območja nad gozdno mejo se v Sudetih občasno pojavljajo kot "otoki". Pri Krkonošah je gozdna meja pri c. 1230 m n. v. medtem ko na jugovzhodu v pogorju Hrubý Jeseník leži pri okoli 1310 m nadmorske višine. Del pogorja Hrubý Jeseník je bila nad gozdno mejo že najmanj 5000 let. Gore se dvigajo precej nad gozdno mejo, največ 400 m, kar je značilnost, po kateri se Sudeti ločijo od drugih sredogorij srednje Evrope. 

## Geologija
Geološke raziskave je ovirala večnacionalna geografija Sudetov in omejevanje študij na državne meje.

### Podlaga
Magmatske in metamorfne kamnine Sudetov so nastale med variskično orogenezo in njenimi posledicami. Sudeti so najbolj severovzhodni dostopni del variskične orogeneze, saj je v Severnoevropski nižini orogen zakopan pod sedimenti. Premiki tektonskih plošč med variskično orogenezo so združili štiri glavne in dve do tri manjše tektonostratigrafske enote. Sestavljanje enot bi moralo vključevati zaprtje vsaj dveh oceanskih kotlin, ki sta vsebovali oceansko skorjo in morske sedimente. To se odraža v ofiolitih, MORB-bazaltih, modrih skrilavcih in eklogitih, ki se pojavljajo v vmesnih enotah. Različni deli Sudetov so verjetno razširitve armoriških drobcev, medtem ko so drugi lahko obrobje starodavne celine Baltika. Ena od možnosti za združevanje enot v Sudetih je, da je enota Góry Sowie-Kłodzko trčila v enoto Orlica-Śnieżnik, kar je povzročilo zaprtje majhne oceanske kotline. Ta dogodek je privedel do obdukcije osrednjega Sudetskega ofiolita v devonskem obdobju. V zgodnjem karbonu je skupna enota Góry Sowie-Kłodzko-Orlica-Śnieżnik trčila z brunovistulsko enoto. Ta zadnja je bila del stare celine Lavrazije in bi lahko ustrezal bodisi Baltiki bodisi vzhodni konici ozkega dela Avalonije. Tudi v zgodnjem karbonu je saksoturinški del trčil z Góry Sowie-Kłodzko-Orlica-Śnieżnik, ki je zaprl Reiški ocean.
Nekoč glavna faza deformacije orogeneze je bila nad kotlinami, ki so se oblikovale med metamorfnimi kamninskimi masivi in so bile v obdobju devona in karbona zapolnjene s sedimentnimi kamninami. Med in po sedimentaciji so veliki granitni plutoni vdrli v skorjo. Danes gledano na zemljevidu te intruzije predstavljajo približno 15 % Sudetov. Graniti so S-tipa.[13] Graniti in granitni gnajsi Jizere v zahodnih Sudetih so ločeni od orogeneze in domnevajo, da so nastali med razpokanjem vzdolž pasivnega celinskega roba. Granit Krkonošev, tudi v zahodnih Sudetih, so datirali tako okoli pred 318 milijoni let na začetku variskične orogeneze. Karkonoški granit je prepreden z nekoliko mlajšimi lamprofirnimi dajki.
Vzdolž Sudetov od SZ-JV do ZSZ-VV poteka prelom s premikom po vpadu (strike-slip fault) — Intra-Sudetski prelom. Ta prelom je vzporeden s prelomom Zgornja Laba in prelomom Srednja Odra. Drugi glavni prelomi v Sudetih so usmerjeni tudi SZ-JV, desnozmični. Sem spadata prelom Tłumaczów-Sienna in obrobni Sudetski prelom.

### Vulkanizem in termalni izviri
V Sudetih so ostanki tokov lave in vulkanskih čepov. Vulkanske kamnine, ki sestavljajo te izdanke, so kemično mafične in vključujejo bazanit ter predstavljajo epizode vulkanizma v oligocenu in miocenu. Vulkanizem ni vplival samo na Sudete, ampak tudi na dele Sudetskega predgorja, ki je del JZ-NV usmerjenega češko-šlezijskega pasu vulkanskih kamnin. Ksenoliti plašča so bili odkriti iz lave vulkana na grebenu Ještěd-Kozákov v čeških zahodnih Sudetih. Ti piroksenitski ksenoliti so prišli na površje iz približnih globin 35, 70 in 73 km in kažejo na zapleteno zgodovino plašča pod Sudeti.
V Sudetih so termalni vrelci z izmerjeno temperaturo od 29 do 44 °C. Vrtanje je pokazalo obstoj vode pri 87 °C na globinah 2000 m. Te sodobne vode naj bi bile povezane s poznokenozojskim vulkanizmom v Srednji Evropi.

### Dvig in oblike površja
Sudeti tvorijo SV mejo Češkega masiva. Podrobno so Sudeti sestavljeni iz niza masivov, ki so v tlorisu pravokotni in romboidni. Te gore ustrezajo horstom in kupolam, ločenim s kotanjami, vključno z grabni. Gore so dobile svojo sedanjo obliko po poznomezozojskem umiku morij z območja, zaradi česar so bili Sudeti podvrženi denudaciji vsaj 65 milijonov let. To je pomenilo, da je bilo v pozni kredi in zgodnjem kenozoiku od 8 do 4 km kamnin erodirano z vrha današnjih Sudetov. Sočasno s kenozojsko denudacijo se je podnebje ohladilo zaradi odmika Evrope proti severu. Trk med Afriško in Evrazijsko ploščo je povzročil deformacijo in dvig Sudetov. Kot takšno je dviganje povezano s sodobnim dvigom Alp in Karpatov. Dvig je bil dosežen z nastankom ali ponovnim aktiviranjem številnih prelomov, ki so privedli do preoblikovanja reliefa z ponovno erozijo. Različne viseče doline pričajo o tem dvigu. Medtem ko je poznokenozojsko dviganje dvignilo Sudete kot celoto, so nekateri grabni nastali pred tem dvigom. 
Vremenske razmere v kenozoiku so privedle do oblikovanja podzemne erozije v delih Sudetov. Predlagane so različne oblike tal in preperevalni plašči. Trenutno gorovje kaže izjemno raznolikost reliefnih oblik. Nekatere od prisotnih reliefnih oblik so pečine, osamelci, stožci, granitne kupole, tori, spodmoli in kotanje. Različne pečine so nastale zaradi prelomov in lahko dosežejo višino do 500 m. Na severovzhodu so Sudeti ločeni od Sudetskega predgorja z ostro gorsko fronto, ki jo sestavlja pečina, povezana s Sudetsko obrobno prelomnico. V bližini Kaczawe ta pečina doseže 80 do 120 m višine. Relativni vpliv pliocensko-kvartarnih tektonskih premikov in erozije pri oblikovanju gorske pokrajine se lahko razlikuje vzdolž severne fronte Sudetov.
V času kvartarnih poledenitev so bili Krkonoši najbolj poledenel del Sudetov. Dokaz za to so krnice in ledeniške doline. Natančen čas poledenitev v Sudetih je slabo omejen. Deli Sudetov so ostali brez ledeniškega ledu, ki je razvil permafrostna tla in periglacialne oblike, kot so skalni ledeniki, nivacijske vdolbine, vzorčasta tla, polja blokov, soliflukcijske oblike, itd. Pojav ali ne teh periglacialnih oblik je odvisen od nadmorske višine, strmine in smeri pobočij ter vrste kamnin.

## Zgodovina
Območje okoli Sudetov je bilo do 12. stoletja razmeroma gosto poseljeno, kmetijstvo in naselbine pa so se v visokem srednjem veku od 13. stoletja dalje razširile. Večina naseljencev so bili Nemci iz sosednje Šlezije, ki so ustanovili tipičen Waldhufendörf (Vas na gozdni čistini s kmetijami, razporejenimi v nizu ob cesti ali potoku, kot kroglice na verigi). Ker se je ta trend nadaljeval, je redčenje in krčenje gozdov do 14. stoletja postalo nevzdržno. V 15. in 16. stoletju je kmetijstvo doseglo notranji del pogorja Stołowe v osrednjih Sudetih. Uničenje in degradacija gozdov Sudetov je dosegla vrhunec v 16. in 17. stoletju s povpraševanjem po drveh v glažutah, ki so delovale na tem območju v zgodnjem modernem obdobju.
Nekatera omejena oblika gospodarjenja z gozdovi se je začela v 18. stoletju, medtem ko je v industrijski dobi povpraševanje po drveh vzdrževala metalurška industrija v naseljih in mestih okoli gora. V 19. stoletju so osrednji Sudeti doživeli gospodarski razcvet z izkopavanjem peščenjaka in cvetočo turistično industrijo, osredotočeno na naravno pokrajino. Kljub temu je vsaj od 1880-ih obstajal trend depopulacije vasi in zaselkov, ki se je nadaljeval tudi v 20. stoletju. Od druge svetovne vojne so bila različna območja, ki so bila očiščena gozdov, ponovno naturalizirana. Industrijska dejavnost po vsej Evropi je povzročila veliko škodo v gozdovih, saj so z zahodnimi in jugozahodnimi vetrovi prispeli kisli dež in težke kovine. Bela jelka se je izkazala za posebno občutljivo na industrijsko onesnaženje tal.

### Sudeti in "Sudetenland"
Po prvi svetovni vojni se je ime Sudetska dežela (Sudetenland) začelo uporabljati za opis območij Prve Češkoslovaške republike z veliko etnično nemško populacijo. Leta 1918 je kratkotrajna Nemško-avstrijska republika razglasila provinco Sudetenland v severni Moravski in avstrijski Šleziji okoli mesta Opava (Troppau).
Izraz je bil uporabljen v širšem pomenu, ko je 1. oktobra 1933 Konrad Henlein ustanovil Sudetskonemško stranko (nemško Sudetendeutsche Partei, SdP) , ki je služila kot veja Nacionalsocialistične nemške delavske stranke za Sudete. in v nacističnem nemškem jeziku Sudetendeutsche (Sudetski Nemci) se je nanašal na vse avtohtone etnične Nemce na Češkoslovaškem. Močno so bili združeni na celotnem goratem obrobju Češkoslovaške – ne le v nekdanji Moravski Provinci Sudetenland, temveč tudi ob severozahodni Češki meji z nemško Spodnjo Šlezijo, Saško in Bavarsko, na območju, ki se je prej imenovalo Provinca Nemška Češka. Skupno je nemško manjšinsko prebivalstvo medvojne Češkoslovaške štelo okoli 20 % celotnega nacionalnega prebivalstva.
Zaradi Sudetske krize je Adolf Hitler pridobil svoja bodoča sovražnika Veliko Britanijo in Francijo, da sta po Münchenskem sporazumu iz leta 1938 prepustila Sudete z večino češkoslovaških mejnih utrdb, tako da je preostali del Češkoslovaške ostal brez naravnih meja in varovalnega pasu, končno pa jo je okupirala Nemčija marca 1939. Po priključitvi nacistične Nemčije je bil velik del regije preimenovan v Reichsgau Sudetenland.
Po drugi svetovni vojni je bila večina prejšnjega prebivalstva Sudetov prisilno izgnana na podlagi Potsdamskega sporazuma in Beneševih odlokov, regijo pa so ponovno naselili novi poljski in češkoslovaški državljani. Precejšen delež češkoslovaškega prebivalstva je nato močno nasprotoval uporabi izraza Sudeti. Na Češkem se uradno uporablja poimenovanje Krkonoško-jesenická subprovincie in običajno se pojavljajo samo diskretna češka imena posameznih gorskih verig (npr. Krkonoši).

## Gospodarstvo in turizem
Del gospodarstva Sudetov je namenjenega turizmu. Premogovniška mesta, kot je Wałbrzych, so svoja gospodarstva preusmerila v turizem po upadu rudarstva v 1980-ih. Leta 2000 je znanstvenik Krzysztof R. Mazurski ocenil, da Sudeti, podobno kot poljska obala Baltika in Karpati, verjetno ne bodo pritegnili veliko tujega turizma. Peščenjak so pridobivali v Sudetih v 19. in 20. stoletju. Prav tako so bile izkopane tudi vulkanske kamnine do te mere, da je nedotaknjenih vulkanov malo. Labirinti iz peščenjaka so že od 19. stoletja pomembna turistična atrakcija s precejšnjimi naložbami v projektiranje poti, od katerih nekatere vključujejo kamninsko inženirstvo.
V Sudetih je veliko zdraviliških mest s sanatoriji. Marsikje razvita turistična baza – hoteli, penzioni, smučarska infrastruktura.
Najbližji mednarodni letališči sta letališče Dresden v Dresdnu in letališče Copernicus v Vroclavu.

### Pomembna mesta
Pomembna mesta so:
- Jelenia Góra (Poljska)
- Karpacz (Poljska)
- Szklarska Poręba (Poljska)
- Świeradów-Zdrój (Poljska)
- Kłodzko (Poljska)
- Polanica-Zdrój (Poljska)
- Duszniki-Zdrój (Poljska)
- Kudowa-Zdrój (Poljska)
- Lądek-Zdrój (Poljska)
- Sokołowsko (Poljska)
- Prudnik (Poljska)
- Głuchołazy (Poljska)
- Harrachov (Češka)
- Špindlerův Mlýn (Češka)
- Žacléř (Češka)
- Vrchlabí (Češka)
- Dresden (Nemčija)
- Görlitz (Nemčija)
- Bautzen/Budyšin (Nemčija)
- Zittau (Nemčija)
- Radeberg (Nemčija)
- Kamenz/Kamjenc (Nemčija)
- Löbau (Nemčija)

## Galerija
- Śnieżne Kotły
- Śnieżne Kotły
- Śnieżne Kotły
- Romarji
- "Pekel" na Szczeliniec Wielki, pogorje Stołowe
- Góry Sokole
- Góry Sokole
- Rudawy Janowickie
- Starościńskie Skały v Rudawy Janowickie
- Barvito jezero
- pogorje Stołowe
- pogorje Stołowe
- pogorje Stołowe
- pogorje Stołowe
- pogorje Stołowe
- Małe Organy Myśliborskie
- Tromeja med Nemčijo, Češko in Poljsko v vzhodnji Zgornji Lusatiji